# Consolação
Consolação är en kommun i Brasilien.   Den ligger i delstaten Minas Gerais, i den sydöstra delen av landet, 800 km söder om huvudstaden Brasília. Antalet invånare är 1 727. Arean är 86 kvadratkilometer.
Terrängen i Consolação är huvudsakligen kuperad, men åt nordost är den platt.
Omgivningarna runt Consolação är huvudsakligen savann. Runt Consolação är det ganska tätbefolkat, med 67 invånare per kvadratkilometer.